# Kyphocalanus atlanticus
Kyphocalanus atlanticus is een eenoogkreeftjessoort uit de familie van de Kyphocalanidae. De wetenschappelijke naam van de soort is voor het eerst geldig gepubliceerd in 2009 door Markhaseva & Schulz.